# Frédéric de Kerchove
Pour les autres membres de la famille, voir Famille de Kerchove.
Frédéric Marie de Kerchove, né à Gand le 29 mai 1805 et mort à Bellem le 28 septembre 1880, est un homme politique belge. 

## Biographie
Il est le fils du général François Henri Ghislain de Kerchove de Ter Elst, le beau-frère par alliance de Henri t'Kint de Roodenbeke-de Naeyer, le père d'Alice Marie de Kerchove (nl), d'Eugène de Kerchove d'Exaerde et de Robert de Kerchove, et le beau-père d'Edgar de Kerchove d'Ousselghem et de Raymond de Kerchove d'Exaerde.
- Conseiller communal de Bellem (1863-1878)
- Sénateur par l'arrondissement de Gand (1874-1880)

## Sources
- "Le Parlement belge 1831-1894", p. 148.
- J. Stengers, J.-L. De Paepe, M. Gruman, "Index des éligibles au Sénat 1831-1894", p. 148.
- Ch. Poplimont, "La Belgique héraldique", Brussel-Paris, 1863-1867, VI, p. 103.

- Ressource relative à plusieurs domaines :   - ODIS